# Cryptagama aurita
Cryptagama aurita is een hagedis uit de familie agamen (Agamidae).

## Naam en indeling
De wetenschappelijke naam van de soort werd voor het eerst voorgesteld door Glen Milton Storr in 1981. Oorspronkelijk werd de naam Tympanocryptis aurita gebruikt. De soort werd door Geoffrey James Witten in 1984aan het geslacht Cryptagama toegewezen en is tegenwoordig de enige vertegenwoordiger van deze monotypische groep.
De wetenschappelijke geslachtsnaam Cryptagama komt uit het Grieks en betekent vrij vertaald 'verborgen agame'; Crypto (kryptos) = verborgen en agama = agame.

## Beschermingsstatus
Door de internationale natuurbeschermingsorganisatie IUCN is de beschermingsstatus 'onzeker' toegewezen (Data Deficient of DD).

## Verspreiding en habitat
De soort komt voor in delen van westelijk Australië en leeft in de staten Noordelijk Territorium en West-Australië.
De habitat bestaat uit vrij droge gebieden met een harde, stenige ondergrond, vaak in tropische en subtropische graslanden. De agame wordt vaak gevonden bij bepaalde planten zoals grassen uit het geslacht Triodia. Het is een vrij onbekende soort, waarover nog weinig bekend is.